# Список дипломатических миссий Лаоса

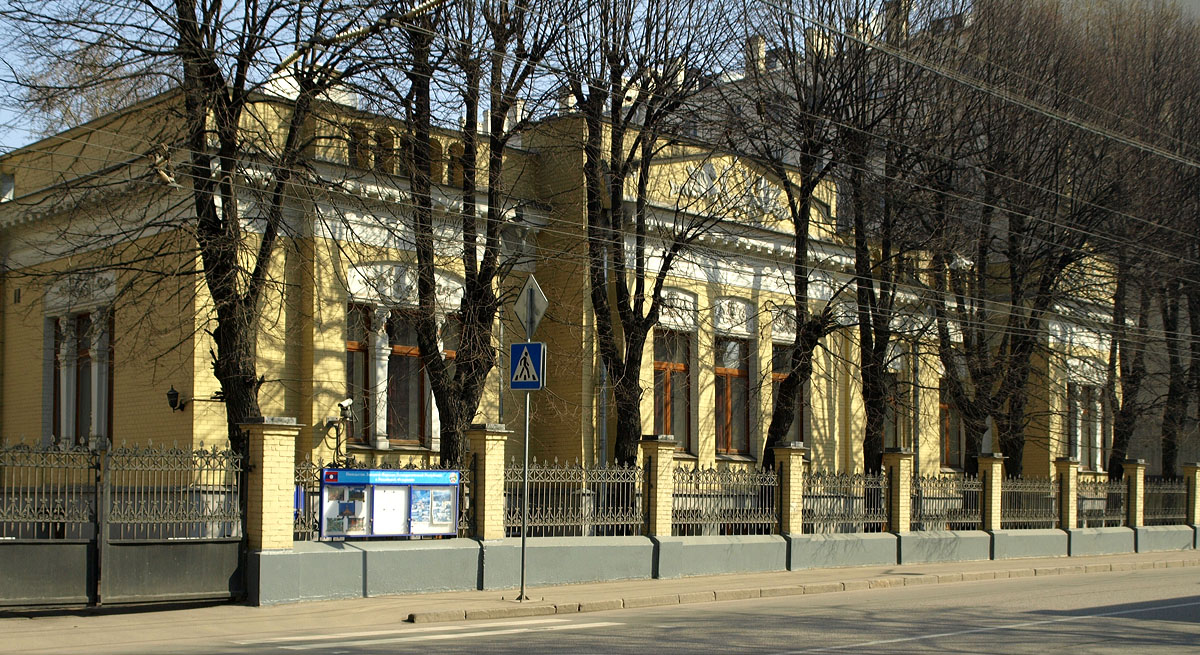
Посольство Лаоса в Москве

Список дипломатических миссий Лаоса — со времени обретения государственной независимости Лаосом в 1949 году эта страна устанавливала отношения преимущественно с социалистическими и развивающимися государствами. В настоящее время политические интересы Лаоса сосредоточены на регионе Юго-Восточной Азии и на странах АСЕАН, в число которых входит и Лаос.

## Европа
- Австрия, Вена (посольство)
- Бельгия, Брюссель (посольство)
- Франция, Париж (посольство)
- Германия, Берлин (посольство)
- Россия, Москва (посольство)
- Швеция, Стокгольм (посольство)

## Америка
- Куба, Гавана (посольство)
- США, Вашингтон (посольство)

## Азия
- Бруней, Бандар-Сери-Бегаван (посольство)
- Камбоджа, Пном-Пень (посольство)
- Китай, Пекин (посольство)
  - Гонконг (генеральное консульство)
  - Куньмин (генеральное консульство)
- Индия, Нью-Дели (посольство)
- Индонезия, Джакарта (посольство)
- Япония, Токио (посольство)
- КНДР, Пхеньян (посольство)
- Южная Корея, Сеул (посольство)
- Малайзия, Куала-Лумпур (посольство)
- Монголия, Улан-Батор (посольство)
- Мьянма, Янгон (посольство)
- Филиппины, Манила (посольство)
- Сингапур (посольство)
- Таиланд, Бангкок (посольство)
  - Кхонкэн (генеральное консульство)
- Вьетнам, Ханой (embassy)
  - Дананг (генеральное консульство)
  - Сайгон (генеральное консульство)

## Океания
- Австралия, Канберра (посольство)

## Международные организации
- - Нью-Йорк (постоянная миссия при ООН)